# Just Dance (серія відеоігор)
Just Dance — це серія ритмічних ігор, розроблена та опублікована Ubisoft. Оригінальна гра Just Dance була випущена на Wii у 2009 році в Північній Америці, Європі та Австралії.

## Геймплей

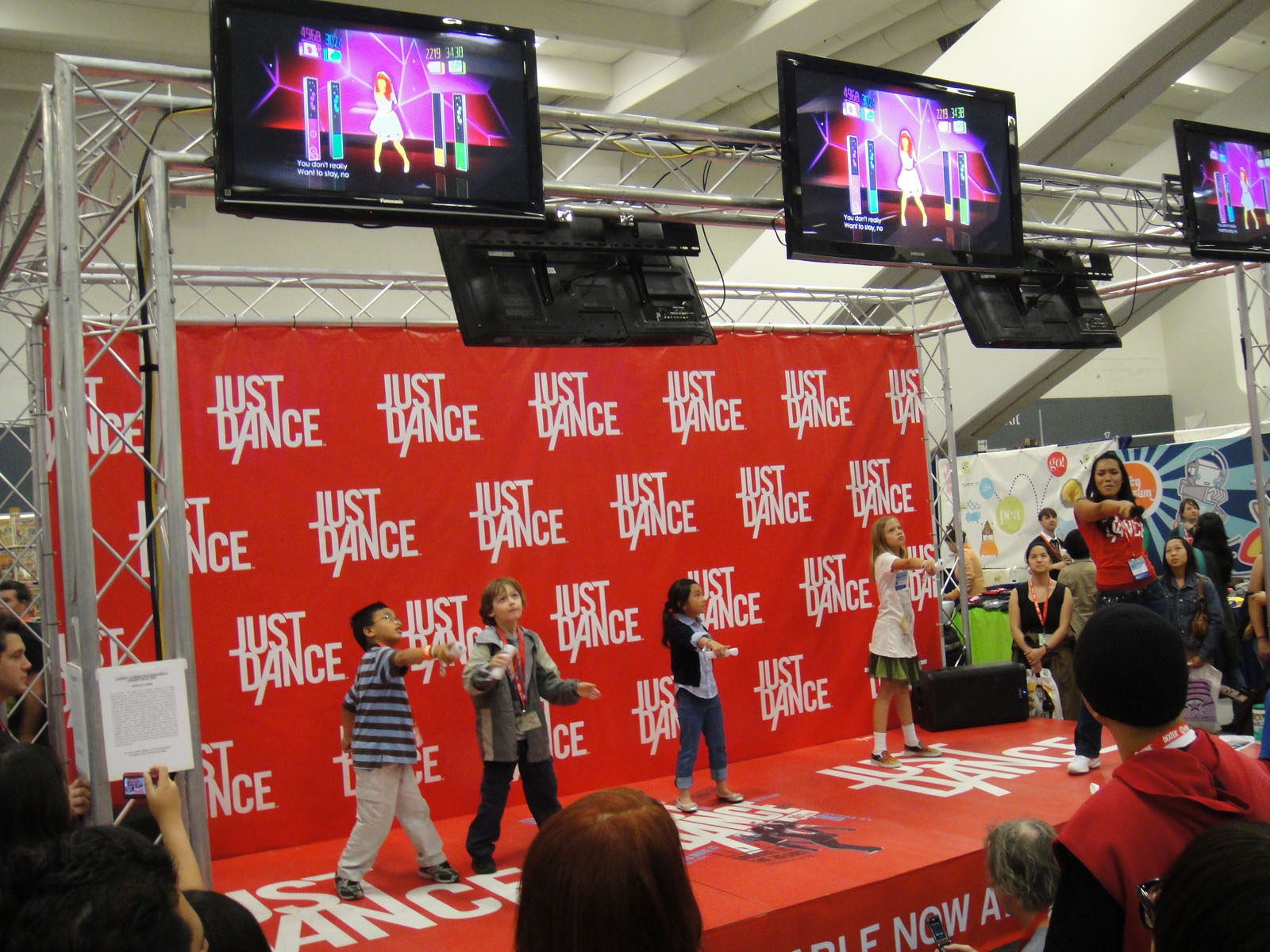
Just Dance на WonderCon 2010

Just Dance — це рухова танцювальна відеогра для кількох гравців, у кожній грі є колекція пісень, кожна з яких має власну танцювальну хореографію. Під час кожної пісні гравці відображають на екрані танець, який виконують танцюристи, дотримуючись рухів, які відображаються у вигляді зображень у нижньому правому куті екрана, і отримують нагороду за свою точність. Крім того, є золоті рухи, у яких гравці повинні прийняти позу або виконати найскладніший рух у танці, щоб заробити бонусні бали. Гравцям присвоюють ранги залежно від того, наскільки добре вони грають. Залежно від гри та системи, на якій вона грає, у гру можна грати або з контролерами руху, або з камерами (наприклад, Wii Remote та Kinect), або за допомогою програми, завантаженої на смарт-пристрій. У гру можуть грати до шести гравців одночасно на консолях восьмого та дев’ятого поколінь, а також у версії Just Dance 2017 для ПК і версії Just Dance 2020, Just Dance 2021 і Just Dance 2022 у версії Stadia з підтримкою геймпада та клавіатури для навігації по меню. Це не включає процедури Dance Crew для користувачів Kinect для версії Xbox One, а також користувачів Wii Remote для версії Wii U та користувачів PlayStation Move для версій PlayStation 3 і PlayStation 4, які обмежені чотирма гравцями. Консолі сьомого покоління та версії Wii U з Just Dance 4 до Just Dance 2015 і версія Wii U від Just Dance 2019 також обмежені чотирма гравцями.

## Ігри
| 2009 | Just Dance                                                                 |
| 2010 | Just Dance 2 Just Dance Kids                                               |
| 2011 | Just Dance: Summer Party Just Dance 3 Just Dance Wii Just Dance Kids 2     |
| 2012 | Just Dance: Best Of Just Dance Wii 2 Just Dance 4 Just Dance: Disney Party |
| 2013 | Just Dance 2014 Just Dance Kids 2014                                       |
| 2014 | Just Dance Wii U Just Dance 2015                                           |
| 2015 | Just Dance: Disney Party 2 Yo-kai Watch Dance: Just Dance Special Version  |
| 2016 | Just Dance 2017                                                            |
| 2017 | Just Dance 2018                                                            |
| 2018 | Just Dance 2019                                                            |
| 2019 | Just Dance 2020                                                            |
| 2020 | Just Dance 2021                                                            |
| 2021 | Just Dance 2022                                                            |
| 2022 | Just Dance 2023 Edition                                                    |
| 2023 | Just Dance 2024 Edition                                                    |
| 2024 | Just Dance 2025 Edition Just Dance VR                                      |

### Основна серія

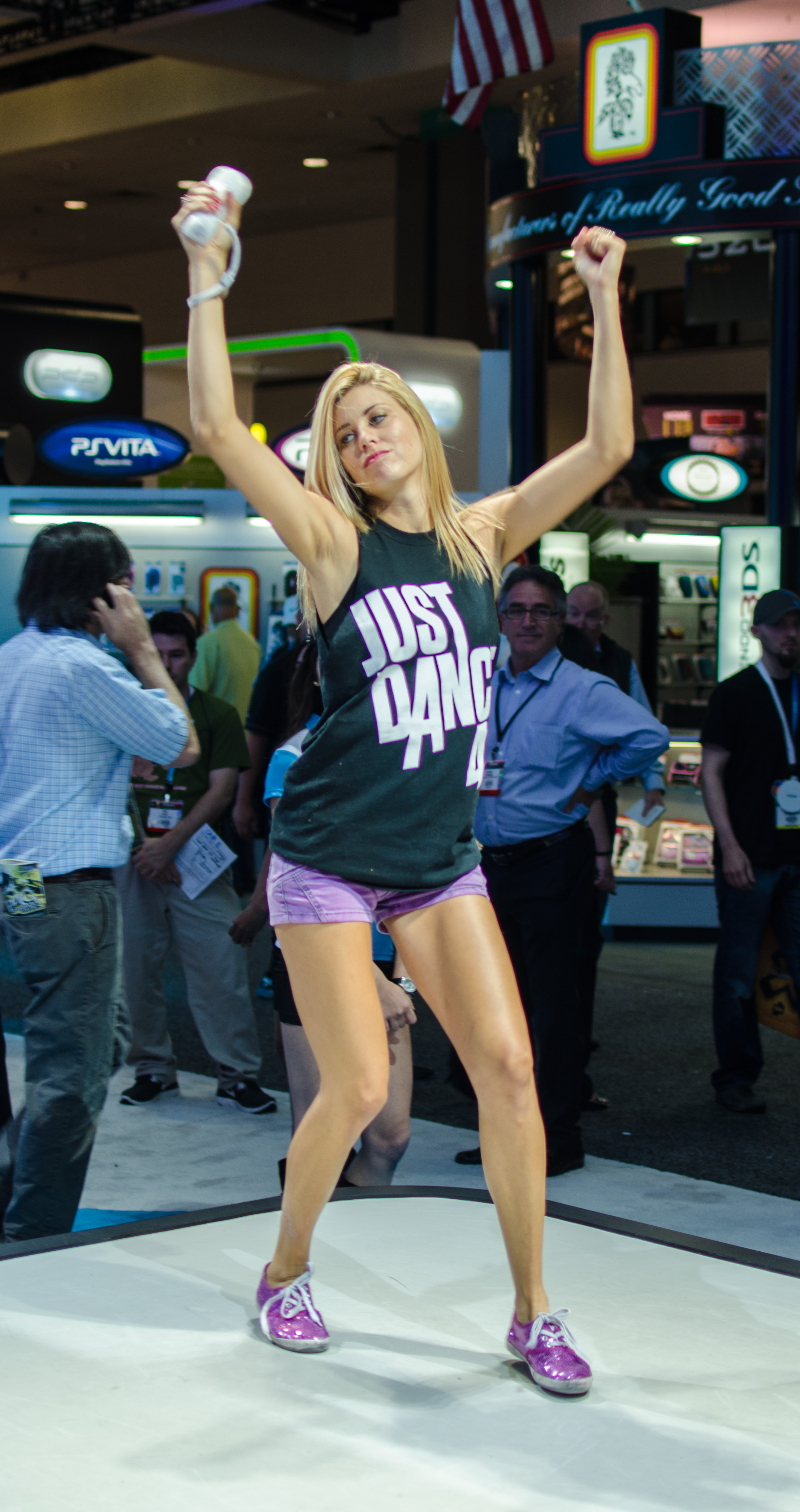
Акція Just Dance 4 на E3 2012

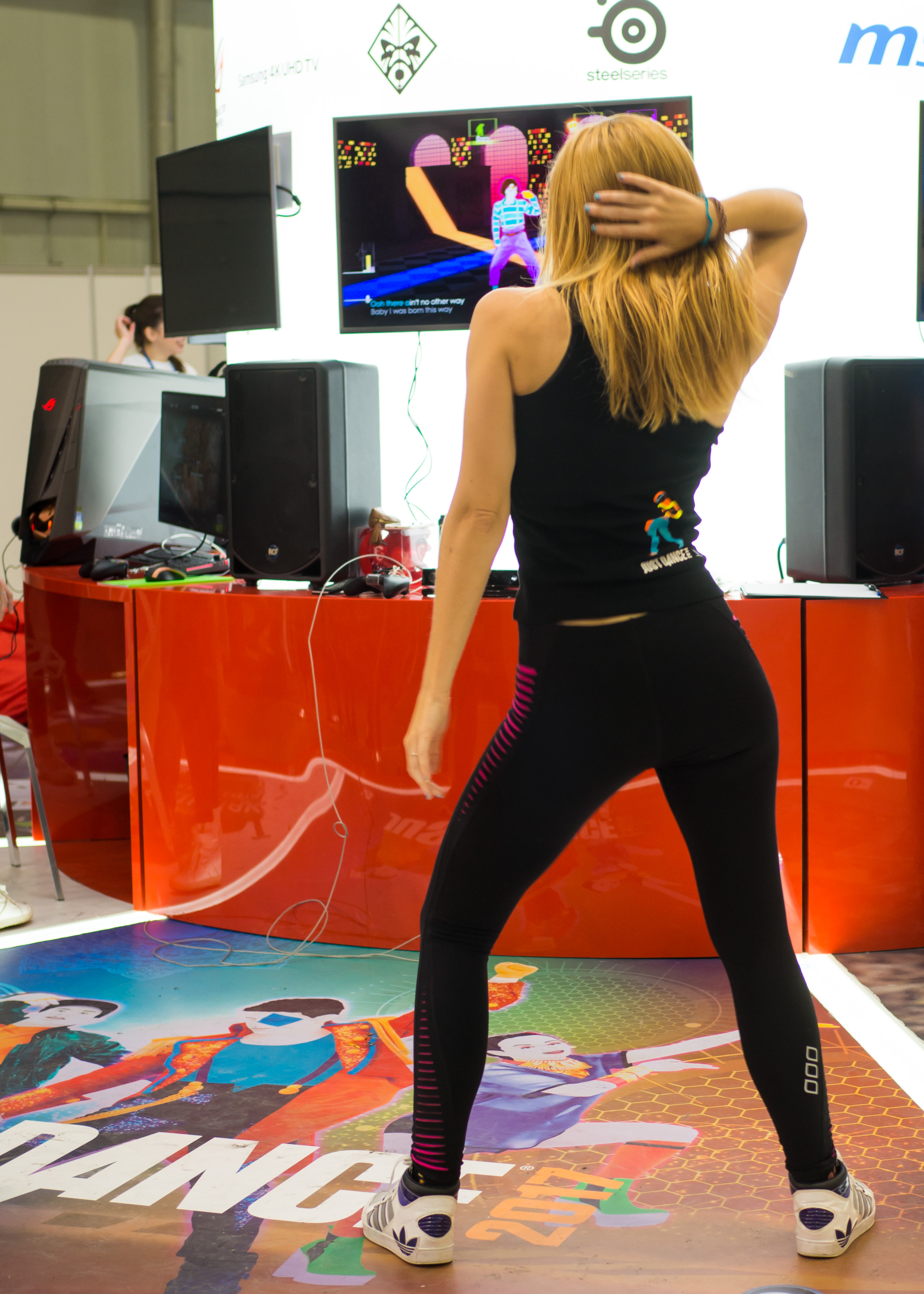
Акція Just Dance 2017 на ІгроМирі 2016

Just Dance
Перша гра в серії Just Dance була випущена 17 листопада 2009 року з піснями MC Hammer, Elvis Presley, Iggy Pop, The Beach Boys, Baha Men, Spice Girls, Gorillaz та інших.
Just Dance 2
Just Dance 2 був випущений 12 жовтня 2010 року. Ця частина містить 48 треків, включаючи треки DLC, і була першою та єдиною на сьогоднішній день частиною, яка підтримує сеанси для 8 гравців. Вона також підтримує завантажуваний вміст. Вона містить понад 40 треків від Kesha, Outkast, The Pussycat Dolls, Wham!, Авріл Лавін, Міка, Ріанна та інших.
Just Dance 3
Дата виходу 7 жовтня 2011 року. Про цю частину було оголошено на конференції Ubisoft E3 6 червня 2011 року. Це перша частина, яка буде випущена на Xbox 360 (з підтримкою Kinect) і PlayStation 3 (з підтримкою PlayStation Move). Вона включає понад 40 треків від Jessie J, Кеті Перрі, Гвен Стефані, A-ha, Робін Спарклз, Ленні Кравіц, The Black Eyed Peas та інших.
Just Dance 4
Дата виходу 9 жовтня 2012 року. Про цю частину було оголошено на конференції Ubisoft E3 4 червня 2012 року, і вона стала першою частиною, випущеною на Wii U. Вона включає понад 50 треків від Карлі Рей Джепсен, Pink, The B-52's, Ріанна, Фло Ріда та інших.
Just Dance 2014
Дата виходу 8 жовтня 2013 року. Трейлер гри було представлено на конференції Ubisoft E3 10 червня 2013 року. Це була перша гра Just Dance, випущена на Xbox One і PlayStation 4. Вона включає понад 40 треків Леді Гаги, Нікі Мінаж, Psy, One Direction, Кріс Браун, Аріани Гранде, ABBA, Джорджа Майкла, Рікі Мартіна та інших.
Just Dance 2015
Дата виходу 21 жовтня 2014 року. Трейлер гри було представлено на конференції Ubisoft E3 9 червня 2014 року. Вона включає понад 40 треків Фаррелла Вільямса, Джона Ньюмана, Кеті Перрі, Іггі Азалія, Maroon 5 та інших.
Just Dance 2016
Випущено 20 жовтня 2015 року. Гру було анонсовано на конференції Ubisoft E3 15 червня 2015 року. Вона включає понад 40 треків від Келвіна Харріса, Девіда Гетти, Меган Трейнор, Брітні Спірс, Марка Ронсона, Шакіри, Келлі Кларксон, Демі Ловато та інших.
Just Dance 2017
Випущено 25 жовтня 2016 року. Гру було анонсовано на конференції Ubisoft E3 13 червня 2016 року. Вона включає понад 40 треків від Anitta, Sia, Justin Bieber, The Weeknd, Major Lazer, OneRepublic, Fifth Harmony, Queen, Beyoncé, DNCE та інших. Це була перша і єдина гра в серії, випущена на Microsoft Windows і macOS через Steam, і перша гра в серії, випущена на Nintendo Switch. Це також була перша гра в серії, в якій не було пісні Кеті Перрі.
Just Dance 2018
Випущено 24 жовтня 2017 року. Гру було анонсовано на конференції Ubisoft E3 12 червня 2017 року. До неї увійшли треки Bebe Rexha, Bruno Mars, Ariana Grande, Big Freedia, Shakira, Clean Bandit, Dua Lipa, TomSka, Luis Fonsi, Selena Gomez та інших. Це була остання гра в серії, яка вийшла на PlayStation 3.
Just Dance 2019
Випущено 23 жовтня 2018 року. Трейлер гри було представлено на конференції Ubisoft E3 11 червня 2018 року. Вона включає треки Бруно Марса, Big Bang, Blackpink, Sean Paul, J Balvin, Camila Cabello, Daddy Yankee та інших. Це була остання гра в серії, випущена на Wii U, і остання гра, випущена для Xbox 360 у всьому світі.
Just Dance 2020
Випущено 5 листопада 2019 року. Гру було анонсовано на конференції Ubisoft E3 10 червня 2019 року. Вона включає треки Аріани Гранде, Біллі Айліш, Еда Ширана, 2NE1, Panic! at the Disco, Халід та інших. Це була перша гра серії, випущена на Stadia, і остання гра, фізично випущена на Wii у Північній Америці.
Just Dance 2021
Випущено 12 листопада 2020 року. Вона була представлена 26 серпня 2020 року під час веб-презентації Nintendo Direct Mini: Partner Showcase. До неї увійшли треки від Dua Lipa, Twice, Lady Gaga, Ariana Grande, Eminem, NCT 127, Blackpink, Selena Gomez та інших. Зокрема, до гри увійшов трек «Zenit» від українського гурту ONUKA. Це була перша гра серії, випущена на Xbox Series X/S і PlayStation 5.
Just Dance 2022
Випущено 4 листопада 2021 року. Вона була представлена 12 червня 2021 року під час веб-презентації Ubisoft Forward E3 2021. Вона включає треки від Todrick Hall, Anuel AA, Imagine Dragons, Ciara, Meghan Trainor, Camila Cabello, Olivia Rodrigo, Bella Poarch, Pabllo Vittar та інших. Це була остання гра в серії, яка вийшла на PlayStation 4, Xbox One і Stadia.
Just Dance 2023 Edition
Дата виходу 22 листопада 2022 року. Вона була представлена 10 вересня 2022 року під час веб-презентації Ubisoft Forward September 2022. До неї увійшли треки Джастіна Тімберлейка, Бруно Марса, Дуа Ліпи, Ейви Макс, BTS, Тейлор Свіфт та інших. Це знаменує нову форму випуску для серії, з усім майбутнім вмістом, який додається до гри на тій самій платформі через онлайн-оновлення, отже, перехід на щорічні пакети пісень.
Just Dance 2024 Edition
Дата виходу 24 жовтня 2023 року. Про це стало відомо 12 червня 2023 року під час веб-презентації Ubisoft Forward у червні 2023 року. До неї увійшли треки Sub Urban, Rosalía, Miley Cyrus, SZA, Blackpink, Aurora та інших. Це також другий щорічний пакет пісень.
Just Dance 2025 Edition
Випущено 15 жовтня 2024 року. Представлено 18 червня 2024 року під час веб-презентації Nintendo Direct. До неї увійшли треки Джека Харлоу , Аріани Гранде, Мелані Мартінес, Селін Діон, Блекпінк, Менді Гарві та інших. Це також третій щорічний пакет пісень.

### Японські ексклюзиви
Just Dance Wii
Японська версія Just Dance, опублікована та відредагована Nintendo, але розроблена Ubisoft Paris. Вона була випущена 13 жовтня 2011 року лише для Wii. Вона містить 16 J-pop пісень від Exile, Kara, Kumi Koda та AKB48, а також 11 пісень із Just Dance та Just Dance 2 і лише одну пісню, засновану на грі Super Mario Bros., яку можна розблокувати, зігравши всі інші пісні. За даними Media Create, станом на 11 березня 2012 року в Японії було продано понад 560 тисяч копій гри.
Just Dance Wii 2
Друга японська гра Just Dance, опублікована та відредагована Nintendo, але розроблена Ubisoft Paris. Вона була випущена 26 липня 2012 року лише для Wii. Вона включає 20 пісень J-pop від Exile, Kara, Speed, Da Pump, T-ara, DJ Ozma, 2PM, Happiness і MAX, а також 15 пісень з Just Dance 2 і Just Dance 3 .
Just Dance Wii U
Третя японська гра Just Dance, опублікована та відредагована Nintendo, але розроблена Ubisoft Paris. Вона була оприлюднена на Nintendo Direct 14 лютого 2014 року та була випущена 3 квітня 2014 року лише для Wii U. Вона включає 20 J-pop пісень від SKE48, AKB48, BIGBANG, Kyary Pamyu Pamyu та Momoiro Clover. Z, а також 15 пісень з Just Dance 4 і Just Dance 2014.
Yo-kai Watch Dance: Just Dance Special Version
Четверта японська гра Just Dance, розроблена Ubisoft і спільно розроблена та опублікована Level-5, містить пісні та персонажів із відеоігор Yo-kai Watch та франшизи аніме. Вона була випущена 5 грудня 2015 року лише для Wii U.

### СеріїJust Dance Kids
Just Dance Kids
Випущена 9 листопада 2010 року для Wii, вона була створена з акцентом на піснях, популярних серед дітей. Вона містить 42 треки з різноманітних дитячих пісень, пісень із серіалів, зокрема Yo Gabba Gabba! і The Wiggles і поточні поп-хіти від різних виконавців, включаючи Джастіна Бібера, Селену Гомес & The Scene і Демі Ловато. Гра була випущена в Австралії та Європі під назвою Dance Juniors у лютому 2011 року.
Just Dance Kids 2
Другий внесок дитячої тематичної лінійки, випущена 25 жовтня 2011 року для PlayStation 3, Wii і Xbox 360. Вона містить 40 треків із різноманітних дитячих пісень, пісень із фільмів, у тому числі «Шрек 2», «Гномео та Джульєта», « Нікчемний я» та «Король Лев» і «Заплутана історія» від Disney, а також пісні з телесеріалів, зокрема «Йо Габба Габба!» і The Wiggles, а також актуальні поп-хіти від різних виконавців, зокрема Selena Gomez & The Scene, Ashley Tisdale і Bruno Mars. Гра була випущена в Австралії та Європі під назвою Just Dance Kids у листопаді 2011 року, тому що перша частина там називалася Dance Juniors.
Just Dance Kids 2014
Третя частина дитячої тематичної лінійки, випущена 22 жовтня 2013 року для Wii, Wii U та Xbox 360. До неї входить понад 30 треків, які включають оригінальні версії пісень таких виконавців, як Демі Ловато, One Direction і Бріджіт Мендлер, а також пісні з серіалів і фільмів, зокрема Victorious, Fraggle Rock, Yo Gabba Gabba! і The Wiggles.

### СеріїDisney Party
Just Dance: Disney Party
Just Dance: Disney Party — це перша частина серії Disney Party, яка є поділом із серією Just Dance Kids, опублікованою для Wii та Xbox 360. Вона була випущена 23 жовтня 2012 року в Північній Америці, 25 жовтня 2012 року в Австралії та 26 жовтня 2012 року в Європі. Вона включає пісні з фільмів Дісней та актуальні поп-треки з каналу Дісней.
Just Dance: Disney Party 2
Випущено 20 жовтня 2015 року для Wii, Wii U, Xbox 360 і Xbox One; У Just Dance: Disney Party 2 представлено різноманітні хіти, а також понад 20 треків із телесеріалів Disney Channel та оригінальних фільмів, таких як «Спадкоємці», «Teen Beach Movie», «Austin and Ally», «Girl Meets World», «Кей Сі. Під прикриттям» і «Лів і Медді».

### Серії Experience
Michael Jackson: The Experience
Ще один спін-офф серії Just Dance, що містить 26 пісень і повну танцювальну хореографію Майкла Джексона. Вона була випущена у листопаді 2010 року для Wii, PlayStation 3 і Mac OS X.
The Black Eyed Peas Experience
Ще один спін-офф серії Just Dance, гра містить більше 20 треків від The Black Eyed Peas і була випущена в листопаді 2011 року для Xbox 360 і Wii. Зауважте, що геймплей версії для Xbox 360 зовсім інший, ніж у версії для Wii.
The Hip Hop Dance Experience
Третя гра Experience від Ubisoft. Вона містить найкращі хіти таких виконавців, як Flo Rida, B.o.B, Rihanna та багато інших. Вона була випущена у 2012 році для Wii та Xbox 360.

### Інші спін-оффи
Dance on Broadway
Спін-офф, випущений у 2010 році для Wii та 2011 для PlayStation 3, містить добірку з 20 пісень із бродвейських мюзиклів. Деякі пісні включені: «I Just Can't Wait to Be King» з «Короля Лева», «Bend and Snap» з «Білявка в законі», « Fame» з «Fame» і «Time Warp» з Шоу жахів Роккі Хоррора.
The Smurfs Dance Party
Спін-офф серії Just Dance Kids, який містить 25 пісень. Гра дозволяє гравцям танцювати разом із Татом Смурфом, Незграбним Смурфом, Розумним Смурфом, Буркотливим Смурфом, Відважним Смурфом, Смурфетою та Гаргамелем. Вона була випущена для Wii 19 липня 2011 року в Північній Америці, 29 липня 2011 року в Європі та 8 вересня 2011 року в Австралії.
АВВА: You Can Dance
Ще один спін-офф серії Just Dance, що містить 26 пісень групи ABBA. Вона була випущена для Wii 15 листопада 2011 року в Північній Америці, 24 листопада 2011 року в Австралії та 25 листопада 2011 року в Європі.

### СеріяGreatest Hits
Just Dance: Greatest Hits
Just Dance: Greatest Hits (також відомий як Just Dance: Best Of для PAL Wii) включає улюблені пісні Ubisoft з попередніх ігор: Just Dance, Just Dance 2 і Just Dance: Summer Party, лише один ексклюзивний DLC для PS3/Wii з Just Dance 3: «Baby Don't Stop Now» від Anja та дві ексклюзивні пісні NTSC Xbox 360 PAL з Just Dance 3: «Airplanes» від B.o.B feat. Хейлі Вільямс і «Only Girl (In the World)» Ріанни.

### Спеціальні
Just Dance: Summer Party
Just Dance Summer Party (також відома в Австралії та Європі як Just Dance 2: Extra Songs) включає більшість завантажуваного вмісту з Just Dance 2 і дві ексклюзивні пісні Best Buy з цієї гри: «Jai Ho! (You Are My) Destiny)» від AR Rahman and The Pussycat Dolls feat. Ніколь Шерзінгер та «Funkytown» від Lipps Inc., але кавер від Sweat Invaders у грі. Усі пісні, яких не було в грі, планувалося включити в певний момент, але їх було скасовано під час розробки. Серед цих вирізаних пісень: «Crazy Christmas» від Santa Clones, «Spice Up Your Life» від Spice Girls та ще 3.

### Інші
Just Dance Now
Just Dance Now — це мобільна відеогра, яка дозволяє гравцям грати в Just Dance будь-де після синхронізації пристрою з вебсайтом на екрані телевізора чи комп’ютера. Для гри не потрібна консоль, а пристрій, що використовується для синхронізації гри, використовуватиметься як контролер подібно до Wii Remote.
Just Dance Controller
Just Dance Controller — це програма, яка дозволяє гравцям грати в Just Dance будь-де після синхронізації пристрою з грою на консолі чи комп’ютері. Пристрій, який використовується для синхронізації гри, використовуватиметься як контролер подібно до Wii Remote. Спочатку вона була відома як Just Dance 2015 Motion Controller для версій Just Dance 2015 для PS4 і Xbox One, пізніше її було перейменовано на Just Dance Controller 27 липня 2015 року. Підтримку програми було додано у версію Just Dance 2016 для Wii U, а пізніше у версії Just Dance 2017 для Steam і Nintendo Switch (для гри у версії Steam потрібен смарт-пристрій). До Just Dance 2018 існувала опція фотобудки, за допомогою якої гравець міг сфотографувати себе. Сумісність зі смарт-пристроями було вилучено з версій Just Dance 2019 для Wii U та Nintendo Switch у жовтні 2018 року, а пізніше у Just Dance 2015 у листопаді 2018 року. Пізніше її знову додали до версії Just Dance 2020 для Nintendo Switch. Потім її додали до версії Just Dance 2020 для Stadia та консольних версій Just Dance 2021 дев’ятого покоління, для гри в яких потрібен смарт-пристрій.
Just Dance Unlimited
Just Dance Unlimited — це послуга на основі підписки на Just Dance 2016, Just Dance 2017, Just Dance 2018, Just Dance 2019, Just Dance 2020, Just Dance 2021 і Just Dance 2022, яка замінила завантажуваний вміст. Станом на Just Dance 2022, Just Dance Unlimited включає понад 700 хітів Just Dance, включаючи нові ексклюзивні пісні, зокрема «Cheerleader (Felix Jaehn Remix)» від OMI, «Better When I'm Dancin» від Meghan Trainor, «Shut Up and Dance» від Walk the Moon, «Positions» від Аріани Гранде та багато іншого. З тих пір, як «No Lie» було випущено як ексклюзивний трек для Just Dance Unlimited, нові пісні в сервісі будуть доступні лише в найновішій грі серії.
Just Dance+
Just Dance+ — це послуга підписки Just Dance, яка була запущена разом із Just Dance 2023 Edition. Вона служить заміною Just Dance Unlimited і містить пісні з попередніх ігор Just Dance разом із новими ексклюзивними піснями.
Just Dance VR
Just Dance VR (або «Welcome to Dancity») — це відеогра для шоломів віртуальної реальності, яка дозволяє гравцям танцювати під 25 пісень з основної серії, відтворених у середовищі віртуальної реальності. Була випущена 15 жовтня 2024 року для Meta Quest 2, 3 і Pro.

## Рецепція

### Відгуки
Усі огляди ігор надано Metacritic.

#### Основна серія
- Just Dance: 49 із 100[26]
- Just Dance 2: 74 із 100[27]
- Just Dance 3: 70 із 100 (Xbox 360),[28] 74 із 100 (Wii),[29] і 75 із 100 (PS3)[30]
- Just Dance 4: 66 із 100 (Wii U),[31] 74 із 100 (Wii),[32] і 77 із 100 (Xbox 360 і PS3)[33][34]
- Just Dance 2014: 71 із 100 (Xbox One),[35] 72 із 100 (Wii U),[36] 75 із 100 (PS4),[37] 77 із 100 (PS3),[38] і 79 зі 100 (Xbox 360)[39]
- Just Dance 2015: 70 із 100 (Xbox One),[40] 72 із 100 (PS4),[41] і 75 із 100 (Wii U)[42]
- Just Dance 2016: 66 із 100 (Xbox One),[43] і 73 із 100 (PS4 і Wii U)[44][45]
- Just Dance 2017: 72 зі 100 (Nintendo Switch),[46] і 73 зі 100 (Xbox One і PS4)[47][48]
- Just Dance 2018: 71 зі 100 (Nintendo Switch),[49] і 75 із 100 (PS4)[50]
- Just Dance 2019: 72 зі 100 (Nintendo Switch),[51] і 77 зі 100 (Xbox One і PS4)[52][53]
- Just Dance 2020: 74 зі 100 (Nintendo Switch)[54] і 77 із 100 (PS4)[55]
- Just Dance 2021: 70 із 100 (Nintendo Switch)[56]
- Just Dance 2022: 71 зі 100 (Nintendo Switch)[57] і 83 зі 100 (Xbox Series X/S)[58]
- Just Dance 2023 Edition: 70 із 100 (PlayStation 5),[59] 76 із 100 (Nintendo Switch),[60] і 80 із 100 (Xbox Series X/S)[61]
- Just Dance 2024 Edition: 68 із 100 (PlayStation 5) і 72 із 100 (Nintendo Switch)[62]
- Just Dance 2025 Edition: 71 із 100 (Nintendo Switch)[63]

#### Спін-оффи
- Dance on Broadway: 48 із 100 (Wii)[64]
- Michael Jackson: The Experience: 56 із 100 (Wii),[65] і 66 із 100 (PS3)[66]
- ABBA: You Can Dance: 66 із 100[67]

## Фільм
14 січня 2019 року видання Deadline повідомило, що Screen Gems придбала права на фільм «Just Dance» з Джейсоном Альтманом і Маргарет Бойкін від Ubisoft Film & Television, який буде продюсувати разом із Джоді Хільдебранд і Уіллом Глюком з Olive Bridge Entertainment. У січні 2023 року повідомлялося, що Глюк писав сценарій разом з AC Bradley.